# 1979年赤道幾內亞政變
1979年赤道幾內亞政變發生於1979年8月3日，此次政變導致時任赤道幾內亞終身總統弗朗西斯科·马西亚斯·恩圭马被自己的侄子特奧多羅·奧比昂·恩圭馬·姆巴索戈推翻。雙方的戰鬥一直持續到同年8月18日，直到逃往喀麥隆的馬西埃·恩圭馬被抓獲後戰火才吿平息。馬西埃·恩圭馬因犯下對布比人的種族滅絕等罪行而被判處死刑，於1979年9月29日被行刑隊處決。

## 背景
1968年，赤道幾內亞從佛朗哥西班牙獨立後，馬西埃在與阿塔納西奧·恩東戈·米約內的權力鬥爭中勝出，成為新生的赤道幾內亞的首位總統。隔年，恩東戈試圖發動政變未果，隨後被俘並遭到處決。而當地西班牙人極力反對西班牙參與政變，因而大規模逃出赤道幾內亞。馬西埃隨後鞏固了國家政治權威，將自己樹立為赤道幾內亞的極權獨裁者。馬西埃獨裁統治時期，他廣泛使用國家暴力打擊政治對手、尼日利亞移民工人和少數民族群體（特別是布比人）。據估計，馬西埃執政期間有三萬五千至五萬人死亡，其中許多人死於大規模屠殺，或是在該國臭名昭著的戰俘營中被監禁至死。截止1979年，赤道幾內亞25%的人口流亡海外。

## 經過
1979年夏天，馬西埃下令殺害了數名自己的親人。奧比昂是馬西埃的侄子，也是其中一名受害者的兄弟。這次屠殺導致包括奧比昂在內的幾名馬西埃核心圈成員懷疑馬西埃已經失去理性。
1979年8月3日，兼任國防部副部長的奧比昂推翻了馬西埃。此次政變得到了國家軍隊和馬西埃的古巴宮廷衛隊的支持。包括西班牙和美國在內的一些外國大使館提前知道了這一陰謀，並在事後提供了財政方面的人道主義援助。馬西埃被驅逐後和自己的私人保鑣一起逃回家鄉恩曾阿勇（Nzeng-Ayong）村，住在一個堅固的掩體裡，由仍效忠自己的軍隊保護。此後，奧比昂和馬西埃兩軍之間持續衝突，共造成四百人死亡。隨著時間推移，馬西埃見大勢已去，便燒毀自己的私人金庫後向喀麥隆方向逃亡，但最終於8月18日被海軍指揮官弗洛倫西奧·馬耶率領的一支部隊抓獲，並於9月29日以種族滅絕等罪名與自己的其他六名親信一併被處決。政變後，奧比昂繼任赤道幾內亞總統。

## 延伸閱讀
- 1968-1979年赤道幾內亞的暴政、共產主義和美國政策 （页面存档备份，存于）